# 長講堂

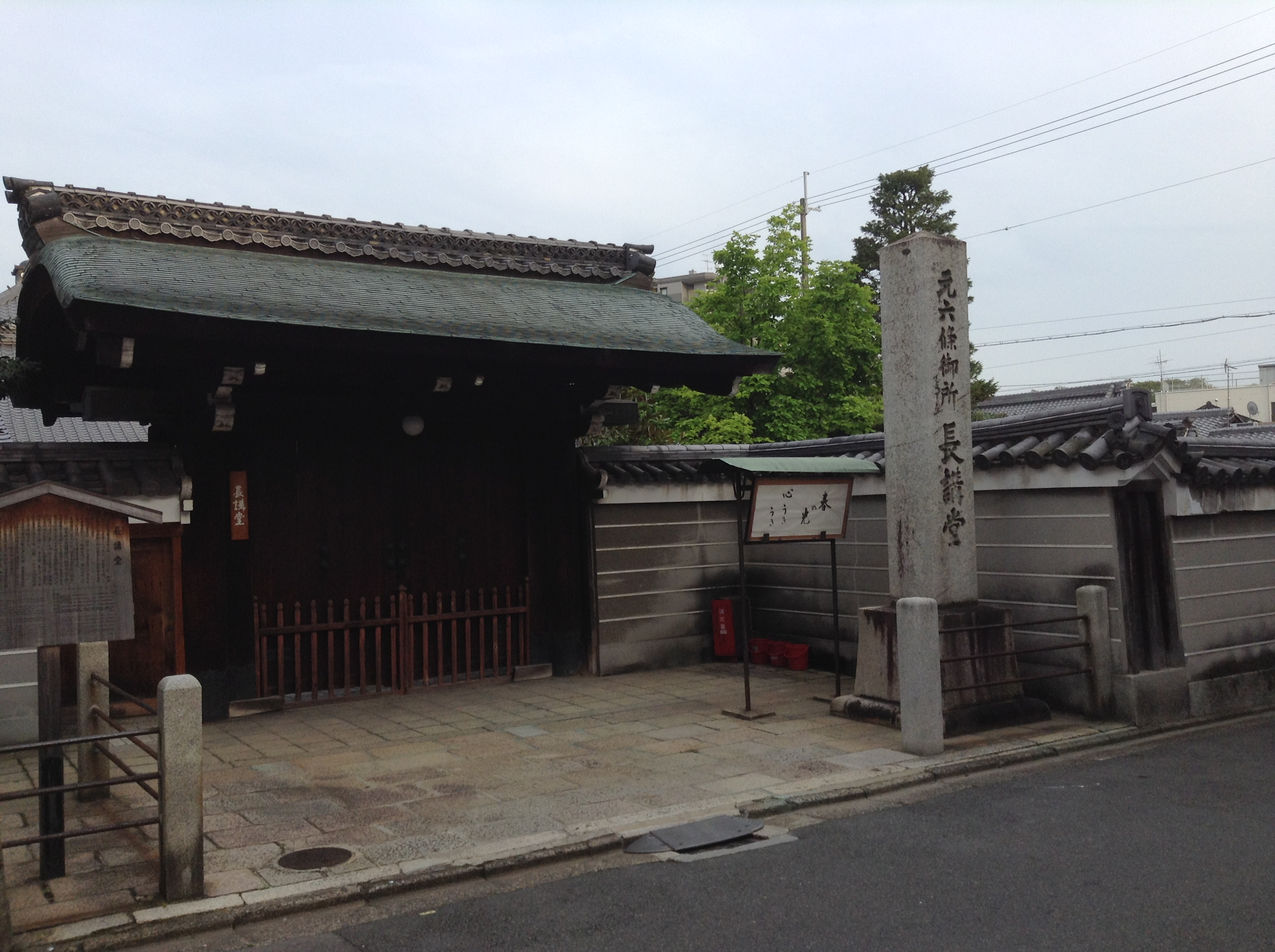
山門

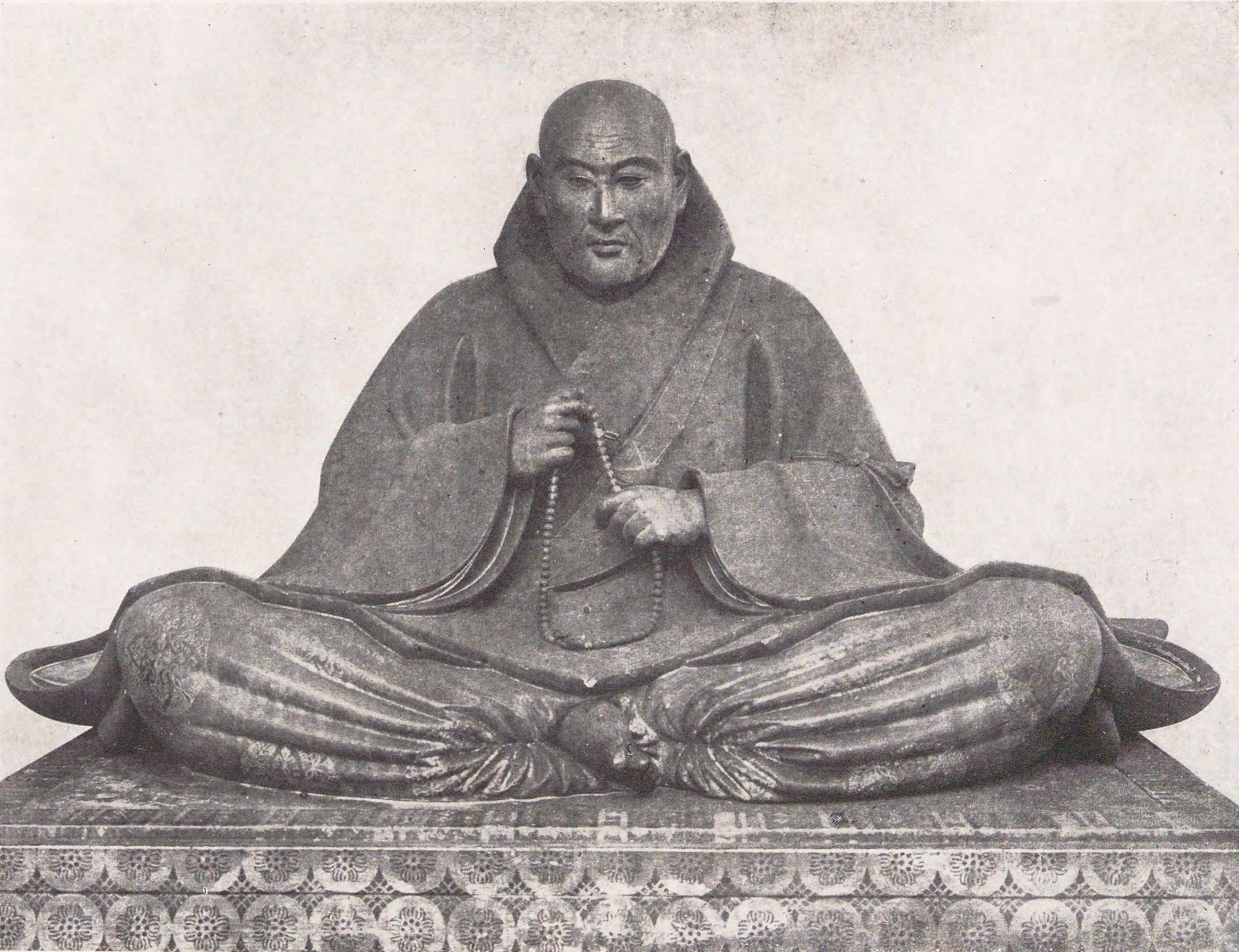
木造後白河法皇坐像

長講堂（ちょうこうどう）は、京都市下京区にある西山浄土宗の寺院。山号はなし。本尊は阿弥陀三尊。後白河法皇ゆかりの寺院である。

## 歴史
当寺の起源は後白河法皇が仙洞御所に建立した持仏堂であった。その後、寿永2年（1183年）に法皇が六条西洞院にあった平業忠邸に入り、そこを御所・六条殿とすると、その地に持仏を移して新たに持仏堂を建立し長講堂と名付けた。また、六条長講堂とも呼ばれる。「長講堂」は本来は「法華長講弥陀三昧堂」と呼ばれ、法華経を講義し、阿弥陀仏を念じるための施設を指す一般名詞で同名の持仏堂が複数あった。しかし、後白河法皇のものがもっとも著名で後世に伝わったために、長講堂といえばこの施設を指すようになった。
文治4年（1188年）に火災で六条殿とともに焼失するが、後白河法皇は直ちに諸国に命じてその年のうちに再建した。建久2年（1191年）、法皇は42か国89か所に及ぶ自己の荘園を長講堂に寄進し、翌年の死に先立って長講堂ごと娘の覲子内親王に譲渡した。これらの所領群は後に「長講堂領」と呼ばれ、内親王の没後に紆余曲折の末に後深草天皇およびその子孫である持明院統が継承した。承元2年（1208年）に再び六条殿と長講堂が焼失すると、覲子内親王は一時土御門東洞院殿（現・京都御所）に移り、長講堂もその中に移転している。その後、元の場所に長講堂は戻されるが、土御門東洞院殿内の施設も引き続き別院として用いられた。
当寺は、貞応元年（1222年）、文永10年（1273年）、建治3年（1277年）にも火災で焼失しているが、文永の火災後に後深草上皇の命により、土御門油小路に移転する。更に土御門東洞院殿の施設も光厳天皇以後、同殿が里内裏として固定化されたため、応永8年（1401年）の火災に伴う再建の際に室町幕府第3代将軍足利義満の意向で土御門東洞院殿に内裏施設を再現するために長講堂に代替地を与えて立ち退かせた。
持明院統に継承された長講堂領は一時は約200か所にのぼり、応永年間（1394年 - 1428年）にもなお112か所にのぼる荘園を保持していたが、応仁の乱の後に急速に不知行に至った。
天正16年（1588年）の豊臣秀吉による京都改造の際に現在地に移転している。現在の建物の多くは元治元年（1864年）7月の禁門の変によって引き起こされたどんどん焼けで焼失後、再建されたものである。

## 境内
- 本堂
- 御影堂 - 後白河法皇像が祀られている。
  - 御影堂門
- 庫裏
- 山門

## 文化財

### 重要文化財
- 木造阿弥陀如来及び両脇侍像
- 木造後白河法皇坐像